# 阿里-礼萨·法加尼
阿里-礼萨·法加尼（波斯語：عليرضا فغانى，1978年3月21日—）是伊朗的足球裁判，于伊朗足球顶级联赛波斯湾职业联赛执教多个赛季，2008年起成为亚足联和国际足联认定的国际级裁判
法加尼执法过的比赛包括2014年亚足联冠军联赛决赛、2015年亞足聯亞洲盃決賽、2015年国际足联俱乐部世界杯决赛、2016年夏季奥林匹克运动会男子足球比赛决赛、2018年国际足联世界杯及2025年國際足協世界冠軍球會盃決賽等。

## 生平
法加尼1978年出生于伊朗礼萨呼罗珊省的卡什马尔，其父穆罕默德·法加尼（محمد فغانی）同样是一名足球裁判。法加尼年轻时做过足球运动员，曾为伊朗第三级别联赛效力。后他决定退役转行为裁判。
法加尼在2008年成为FIFA认定的国际裁判，同时也被亚足联重用，2009年执法了当年的亚足联主席杯决赛，一年后又执法了亚足联挑战杯决赛，在第32分钟向一名朝鲜后卫球员出示了红牌。
2014年国际足联世界杯，他作为第四官员参与了揭幕战巴西对阵克罗地亚的比赛执法。年底作为主裁判执法了当年的亚足联冠军联赛决赛首回合比赛。2015年亚足联亚洲盃的比赛中，他执法了小组赛B组中国男足对阵沙特阿拉伯的比赛，并判给沙特队一粒点球，不过纳伊夫·哈扎齐的射门被中国队守门员王大雷拒之门外。
2015年法加尼参与了两场决赛的执法，包括2015年亚足联亚洲盃决赛和当年年底的2015年国际足联俱乐部世界杯决赛。他在2016年执法了裁判生涯中最重大的一场赛事，即2016年夏季奥林匹克运动会男子足球比赛决赛巴西对阵德国的金牌争夺战。
2017年国际足联联合会杯，法加尼参与了两场比赛的执法。在半决赛葡萄牙对阵智利的比赛中，他被质疑漏判一粒点球，且拒绝观看视频助理裁判提供的回放，引起不少争议。2018年亚足联U-23锦标赛，他因为在中国队小组赛末战对阵卡塔尔的比赛中多次作出不利于中国队的判罚而招致中国队球员不满以及来自中国媒体的攻击和批评，并被部分媒体称为中国队的“冤家”。
在2019年，他和他的家人從伊朗移居到澳大利亞，隨後他與A聯賽簽約，成為全職比賽官方小組成員，除了之前的巡迴賽職責外，他還負責主持首場悉尼德比大賽。賽季中，流浪者隊以1-0獲勝，法加尼的出色決策受到讚揚。

## 荣誉
- 伊朗足球年度裁判：2014，2017
- 亚足联年度裁判：2016